# Packard One-Twenty
El Packard Twelfth Series One-Twenty es un automóvil que fue producido por la Packard Motor Car Company de Detroit (Míchigan), primero de 1935 a 1937 y después de 1939 a 1941. La denominación del modelo One-Twenty se derivó de su distancia entre ejes (ciento veinte pulgadas), siendo reemplazada más adelante por el nombre Packard 200.
El One-Twenty significó la primera vez que Packard entró en el altamente competitivo mercado de los automóviles de precio medio con motor de ocho cilindros. Los entusiastas de Packard ven la producción del One-Twenty y de los modelos Six/One-Ten como el comienzo de la pérdida de control de Packard como la principal marca estadounidense en el mercado de los automóviles de lujo. Era una estrategia de mercado compartida con LaSalle, el Chrysler Airstream y el Lincoln-Zephyr de General Motors. Se introdujo después de que Rolls-Royce lanzara al mercado el Rolls-Royce 20, que se fabricó entre 1922 y 1929, y se reemplazó por el Rolls-Royce 20/25, que se fabricó entre 1929 y 1936. También vio la competencia del Renault Vivastella, que también era muy lujoso.
La introducción del One-Twenty (y más tarde los modelos Six/One-Ten) fue un movimiento necesario para mantener a Packard en el negocio durante los últimos años de la Gran Depresión, ampliando un enfoque anterior con el Packard Light Eight. Marcar el One-Twenty como un Packard les dio a los compradores el prestigio de poseer un coche de una verdadera marca de lujo. Otras razones por las que la compañía decidió renunciar al desarrollo de una marca complementaria para vender los modelos menos costosos pueden estar relacionadas con su capacidad de línea de producción única en su planta de fabricación de Grand Boulevard o con el costo de lanzar una nueva marca de automóvil. También marcó el comienzo de un enfoque publicitario novedoso, encargando un tema musical propio, un "jingle" publicitario llamado "When Heaven Was at the Corner of Sycamore and Main".

## SuspensiónSafe-T-Flex
Este automóvil introdujo en la gama Packard la suspensión independiente denominada "Safe-T-Flex". Era del tipo de brazos en A superior e inferior desiguales, con el brazo en A inferior lo más grande posible compuesto por dos barras diferentes atornilladas en un ángulo de noventa grados.
El brazo de soporte era una pieza maciza de acero forjado que se extendía unos pocos grados por delante del lateral desde el soporte de la rueda delantera hasta lo más cerca posible de la línea central del automóvil. Una almohadilla integral encajaba el resorte helicoidal, cuyo extremo superior alcanzaba un travesaño alto del bastidor. Se atornillaba a un brazo de torsión de acero tubular, por lo tanto más liviano, al brazo de soporte algo hacia el interior de la rueda para permitir un arco de dirección suficiente. Alcanzaba el bastidor casi en el tablero mediante un cojinete de goma esférico. El brazo en A superior estaba unido convencionalmente, dispuesto en paralelo al inferior, entre este brazo y el bastidor estaba colocado un amortiguador horizontal de diseño clásico cuyos dos cilindros estaban uno al lado del otro.
El brazo de soporte llevaba toda la carga; el brazo de torsión llevaba el par de aceleración y desaceleración; mientras que el brazo en A superior controlaba el ángulo de caída. Las ventajas del sistema según el fabricante incluían un mejor mantenimiento de la geometría de la suspensión debido a la amplia extensión del brazo en A inferior, una fijación permanente del grado de lanzamiento y un mayor porcentaje de la fuerza de frenado transmitida al marco a través del brazo de torsión.

## Primera generación (1935-1937)

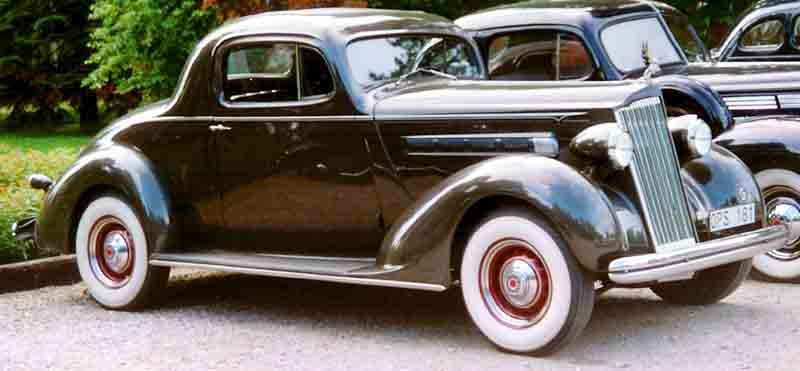
Packard Fourteenth Series Eight 120-B 998 Cupé Comercial de 1936

En su año de presentación, el Packard One-Twenty estaba disponible en una amplia gama de estilos de carrocería, incluidos sedánes de dos y cuatro puertas, convertible y Club Cupé. El One-Twenty, con un peso de 3688 lb (1673 kg), estaba propulsado por un motor de ocho cilindros en línea con una nueva culata plana de aluminio Packard, que producía 110 HP (82 kW) a 3850 rpm. Los precios oscilaban entre 980 dólares (21 779 $ en 2023) para el cupé comercial de tres pasajeros y 1.095 dólares (24 335 $ en 2023) para el Touring Sedán. Presentado en enero de 1935, el automóvil fue un éxito inmediato entre los consumidores, con Packard produciendo 24.995 unidades del One-Twenty, en comparación con las 7.000 de todos los demás tipos de Packard para aquel año, mientras competía con el LaSalle Series 50 de 1935.
Para 1936, Packard aumentó la cilindrada de su motor I8, incrementando su potencia a 120 HP (89 kW), lo que hizo que el automóvil fuera capaz de alcanzar una velocidad máxima de 85 mph (137 km/h). El One-Twenty agregó un modelo sedán convertible de cuatro puertas que fue el modelo más caro de la gama, con un precio de 1.395 dólares (31 002 $ en 2023). Un total de 55.042 unidades salieron de la cadena de montaje en 1936, la producción más alta que alcanzaría el One-Twenty. Una radio incorporada estaba disponible con un costo de 59,50 dólares (1311 $ en 2023)
En 1937, el One-Twenty salió al mercado cuando la compañía presentó el Packard Six, el primer modelo de la compañía con motor de seis cilindros en diez años. Para aquel año, el One-Twenty amplió su gama de modelos y ahora estaba disponible en los niveles de equipamiento "C" y "CD". La línea también agregó un familiar con carrocería de madera, un Touring Sedán y una limusina construidos sobre una distancia entre ejes de 138 plg (3505,2 mm) y con un precio inferior a 2.000 dólares. Introducido en septiembre de 1936, se fabricaron 50.100 unidades durante su período de producción en serie.
Para 1938, el nombre One-Twenty se eliminó, y el modelo se incorporó a la gama del Packard Eight, lo que dejó el coche a la par con el Packard Six.

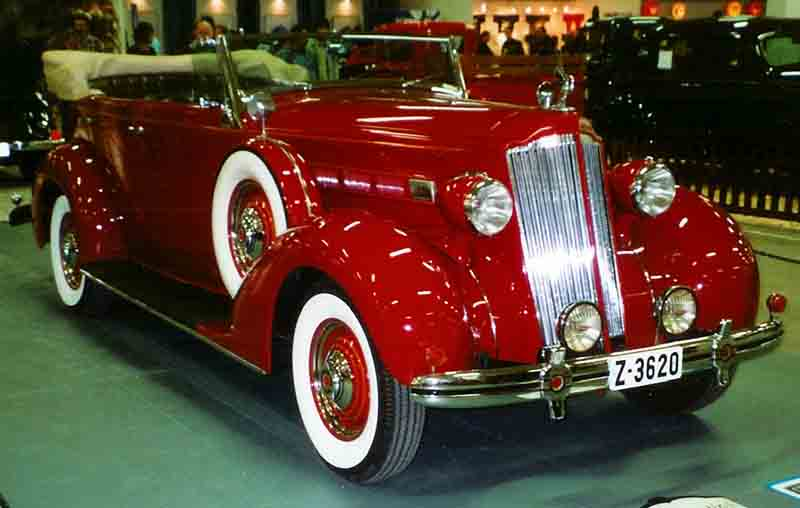
Packard Fourteenth Series Eight 120-B 997 Convertible Sedán de 1936
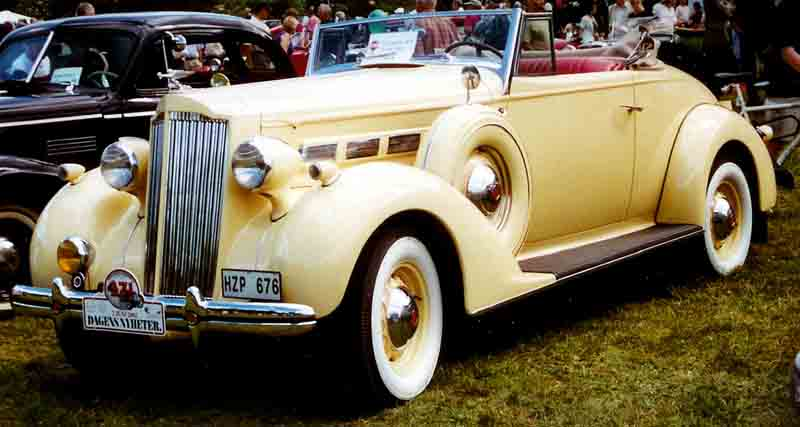
Packard Fifteenth Series Eight 120-C 1099 Convertible Cupé de 1937
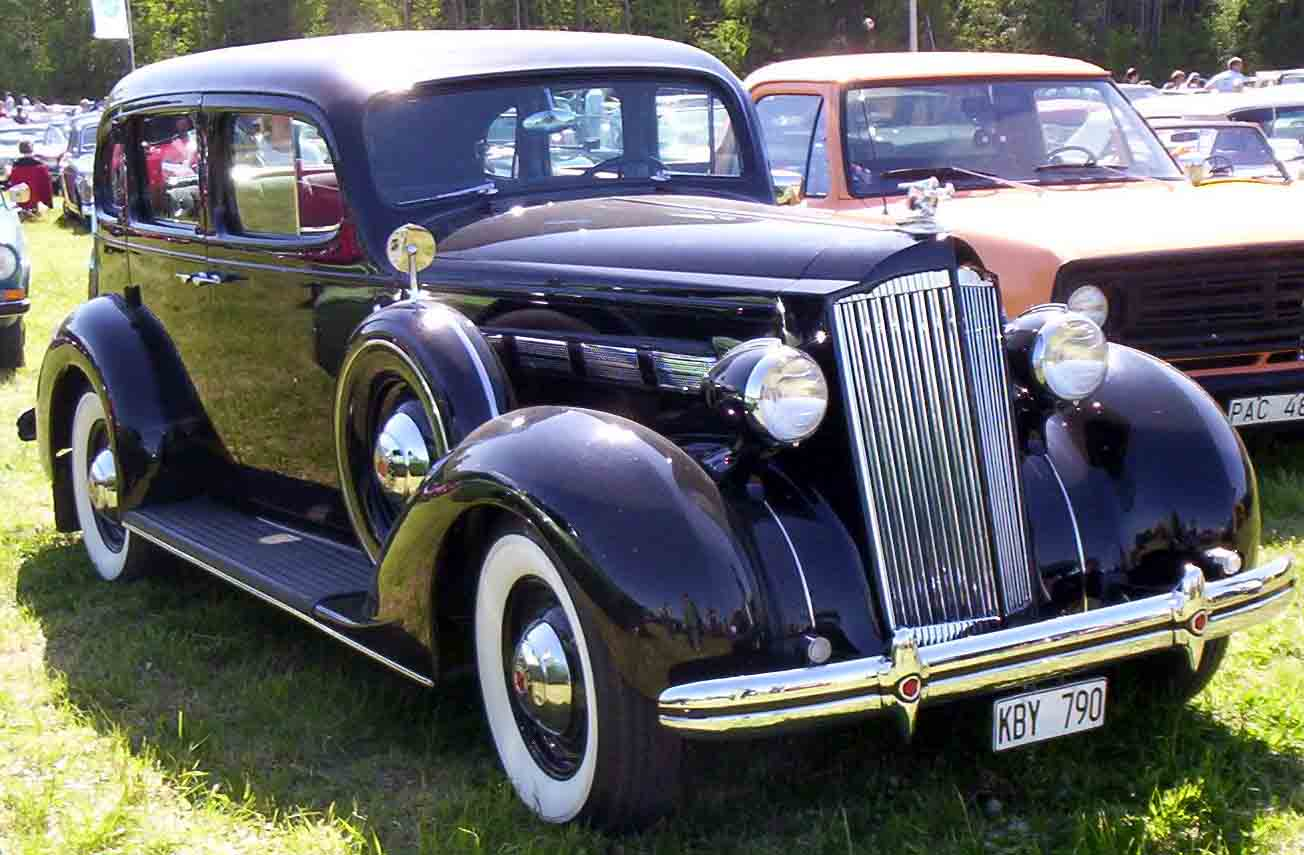
Packard Fifteenth Series Eight 120-C 4-Puertas Sedán de 1937

## Segunda generación (1939-1941)

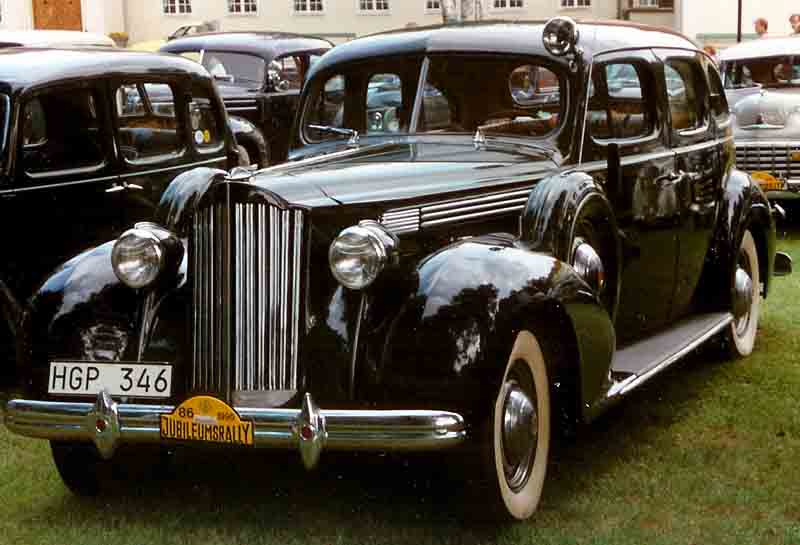
Packard One-Twenty Touring Sedán (Serie 17) de 1939

Volviendo a la gama de modelos Packard, el One-Twenty continuó ofreciéndose en una serie completa de estilos de carrocería, desde un cupé hasta un Touring Limusina, con precios comprendidos entre 1.099 dólares (24 073 $ en 2023) y 1.856 dólares (40 654 $ en 2023). La novedad del año fue la introducción del cambio de marchas en la columna del volante (conocido en la terminología de Packard como Handishift), que sustituyó a la palanca colocada sobre el piso. Introducido en septiembre de 1938, se construyeron un total de 17.647 unidades.
En 1939, la compañía le añadió un quinto amortiguador transversal al One-Twenty. También ofreció la transmisión manual "Unimesh" de tres velocidades propia de Packard, al igual que en el Packard Twelve (y ya estándar en el Packard Eight),
 así como la nueva transmisión Econo-Drive con una cuarta sobremarcha, que reducía la velocidad de giro del motor en un 27,8 % y que podía activarse a cualquier velocidad por encima de 30 mph (48,3 km/h).
El nombre de la serie One-Twenty pasó a escribirse oficialmente con un guion para el modelo del año 1940. Una vez más se presentó en una amplia gama de estilos de carrocería, incluido un convertible Victoria semipersonalizado por Howard "Dutch" Darrin. Introducido en agosto de 1939, la producción total del año del modelo fue de 28.138 unidades.
En su último año como modelo, el One-Twenty perdió una serie de estilos de carrocería frente a la línea ampliada de automóviles One-Ten. El One-Twenty estaba disponible en cupé comercial, cupé club, sedán de dos puertas, sedán de cuatro puertas, cupé convertible, sedán convertible y dos estilos de familiar. La producción se redujo a tan solo 17.100 unidades.
Para 1942, One-Ten y One-Twenty se eliminaron como nombres de modelos, y los coches se incorporaron a las líneas Packard Six y Packard Eight. En sus siete años en la gama de Packard, el One-Twenty alcanzó una producción total de 175.027 unidades.

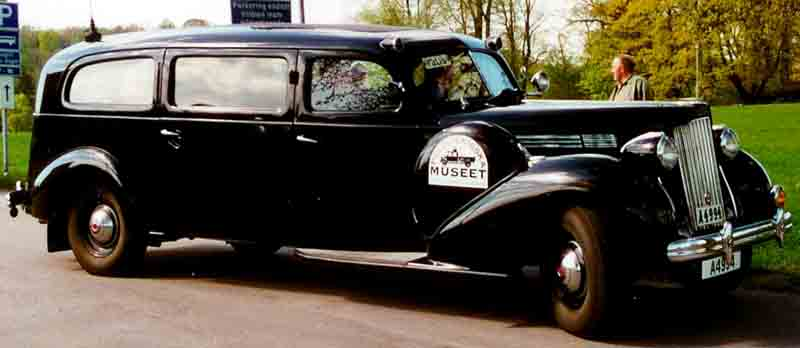
Packard One-Twenty Policial (Serie 17) de 1939
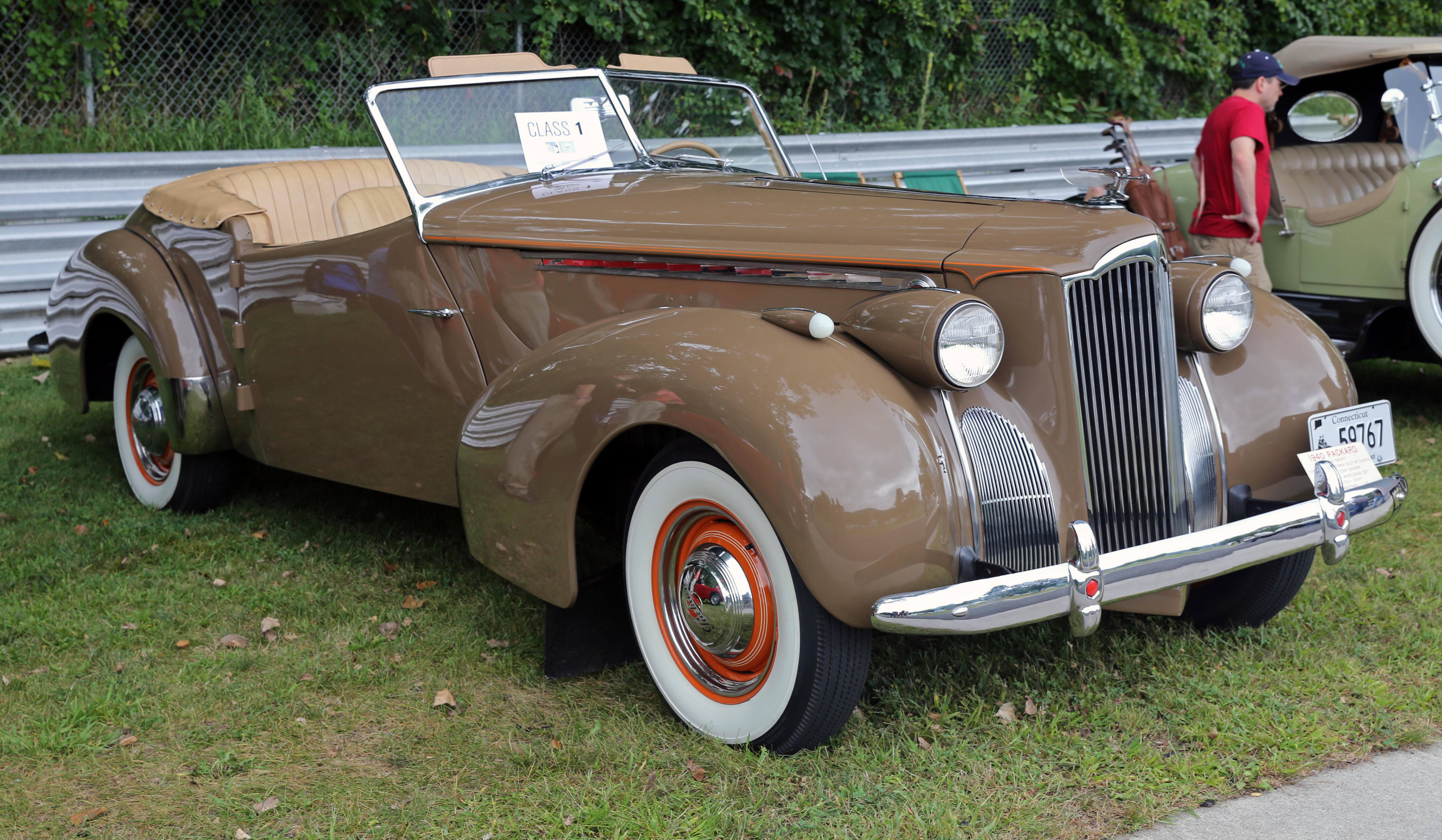
Packard One-Twenty Darrin Convertible Victoria (Serie 18) de 1940
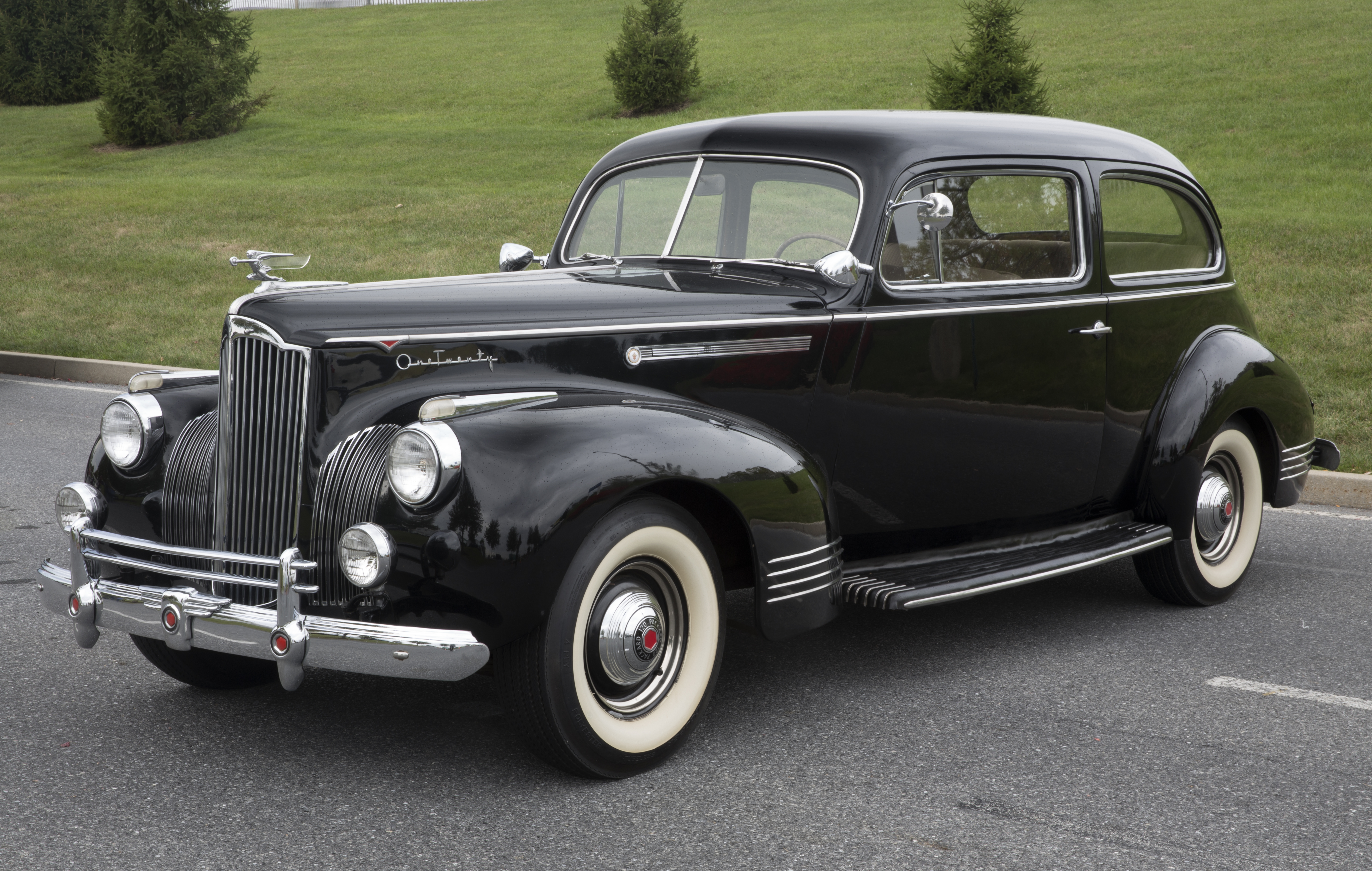
Packard One-Twenty 2-puertas Touring Sedán (Serie 19) de 1941

## Vehículos notables
El 29 de agosto de 1935, un Packard One-Twenty descapotable conducido por el rey belga Leopoldo III se estrelló en Küssnacht am Rigi, Suiza, matando a su esposa Astrid de Suecia, reina de los belgas.